# 地方参政権
地方参政権（ちほうさんせいけん）。地方自治体への参政権。

## 地方参政権に含まれる選挙の種類
- 地方議会（都道府県・市町村）議員選挙
- 首長（都道府県知事・市町村長）選挙
- 住民投票権